# Feld Mátyás

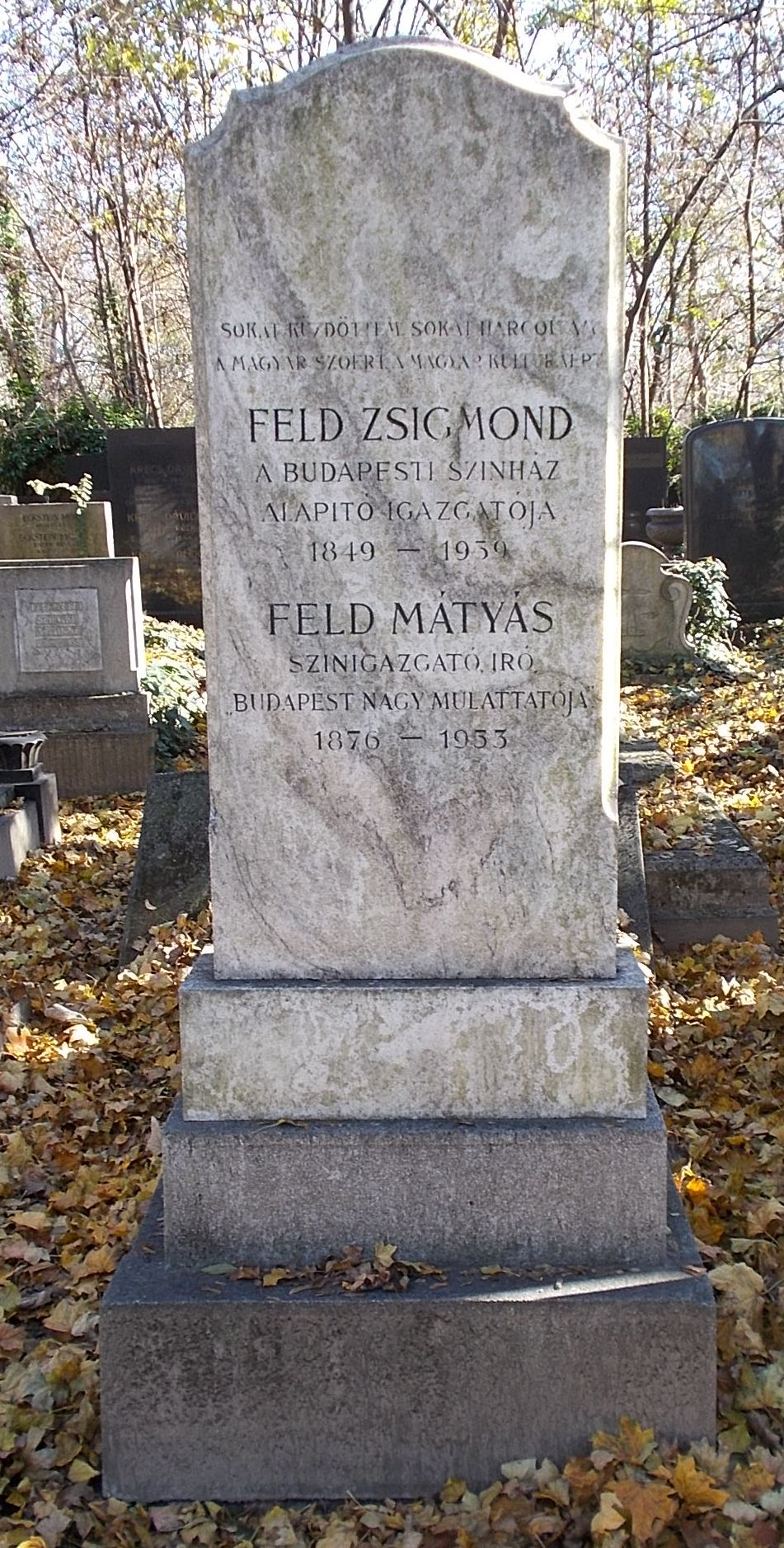
Édesapjával közös sírja a Kozma utcai izraelita temetőben (1/A—1—25)

Feld Mátyás, 1929-től Föld Mátyás, született Rosenfeld Mátyás (Budapest, 1876. október 28. – Budapest, 1953. december 13.) magyar színész, színházigazgató, színpadi rendező, Feld Zsigmond színész és rendező fia, Feld Irén színésznő és Föld Aurél újságíró testvére.

## Élete
Gyermekként már fellépett apja, Feld Zsigmond gyermekszínházában. Anyja Plesch Katalin volt. 
1896–1897-ben indult színészi karrierje Székesfehérvárott komikus operett-buffóként, pályáját 1898-tól a Városligeti Színkörben folytatta. Nemsokára rendezőként is megismerte a közönség. 1915-ben a 42-es Kabarét (Nagymező u. 21.) igazgatta. 1919-től a Városliget Színkör helyettes igazgatója, 1926-től 1935-ig pedig igazgatója volt. 
1894-től írt gyermekdarabokat, nagy sikerre azonban bohózataival, revüivel, paródiáival tett szert, melyek a Városligeti Színkörben kerültek színpadra, és Budapest nyári látnivalóiként funkcionáltak. 1929-től Föld Mátyás néven volt ismert. 1938-ban indította útjára a Színházi Futár című lapot.

## Magánélete
Első felesége Kardoss Ilona volt, akit 1909. május 22-én Budapesten vett nőül, ám később elvált tőle. Másodszor Wambedits Máriával kötött házasságot 1935. augusztus 26-án Budapesten, az Erzsébetvárosban.

## Drámái
- A nevető Budapest (1894)
- Blitzweiss Kóbi (1896)
- Trilbyk (1897)
- Ócska brigadéros (1901)
- Szervusz Pest (1914)
- Szervusz Belgrád (1914)
- Bolse Viki (1918)
- Nincs már zsidó Pesten (1924)
- Mersz-e Matyi? (1928)
- Ne hagyd magad Dolfikám! (1933)

## Kötetei
- Faragó Jenő–Feld Mátyás: A Smokk család. Pesti bohózat; Schenk, Budapest, 1909 (Mozgó könyvtár)
- Föld Mátyás Emlékiratai. Utazás a Feld körül / Mindenki benne van; s.n., Budapest, 1941